# Chlina Dolna
Chlina Dolna (prononciation : [ˈxlina ˈdɔlna]) est une localité polonaise de la gmina de Żarnowiec, située dans le powiat de Zawiercie en voïvodie de Silésie.